# 신원 (기업)
신원은 1973년 9월 26일 (주)신원통상으로 설립된 대한민국의 의류 제조업체이다. 1990년 9월 12일 현재의 상호로 변경 등기하였다. 주요 업종은 여자용 정장 제조업이며, 외부감사법인으로서 유가증권시장에 상장되어 있다. 본사는 서울특별시 마포구 도화동 532 신원빌딩이다.브랜드는 베스띠벨리, 씨, 비키, 이사베이, 지이크, 지이크파렌하이트, 반하트 디 알바자 등이 있다.

## 연혁
1973년 9월 26일 (주)신원통상으로 설립되었고,1979년 울마크 상표를 획득하였다.1988년 8월 24일 한국증권거래소에 주식을 상장하고, 1990년 9월 12일 지금의 상호로 변경하였고, 1991년에 인도네시아 지사를설립하였다. 1994년에는 신원홍콩유한공사를 설립하였다.1995년 (주)신원유통을 설립하고, 1996년 (주)지원산업, (주)충남이동통신을 인수하였다. 1998년 7월 신원에이엠씨(주)와 신원유통(주)과 함께 워크아웃(workout) 대상기업으로 선정되었고, 나머지 회사들은 법정관리를 신청했다. 이에 따라 1999년 구조조정의 일환으로서 (주)신원AMC,(주)신원유통을 합병하였고, 2002년 6월 화학사업부를(주)신원화학에게 양도하였다. 2005년 2월 (주)신원에벤에셀을 개성공단에 설립하였고, 2006년 중국 상하이에 현지법인을 설립하였으며  의류에서 난 이익으로 건설, 유통 등으로 무리한 사업확장을 하다가 1998년 1월  부도를 맞았던 나산 인수 물망에 올랐으나 중복 투자라는 이유로    고사했다. 2008년에 개성공단 공장을 새로 증설하고 방글라데시 지사와 중국 심천지사를 설립하였으며, 2009년에는 베트남 2번째 법인을 설립하였다.최근에 신원글로벌(주)를 설립하였다.

## 수상
- 1980년 수출공로상 및 국무총리 표창장
- 1984년 '5000만 달러 수출의 탑'
- 1984년 동탑산업훈장
- 1987년 금탑산업훈장